# Raúl Orellana Bertinelli
Raúl Orellana (Santiago, 12 de abril de 1978) es un violinista de estética barroca chileno.

## Inicios
Fue concertino de la Orquesta Sinfónica Juvenil de Santiago y de la Orquesta Sinfónica Nacional Juvenil; además fue el único miembro chileno de la Orquesta Sinfónica Juvenil del Mercosur realizada en Río de Janeiro. Fue miembro de la Orquesta de Cámara del Teatro Municipal de Santiago y de cuartetos y grupos de cámara.

## Carrera nacional e internacional
En el 2000 se trasladó a Italia para ingresar en la Accademia Internazionale della Musica de Milán donde estudió con Olivia Centurioni, Enrico Gatti y Stefano Montanari, obteniendo el diploma de Intérprete en violín barroco.
Durante su período de estudiante fue concertino por dos años consecutivos de la Orquesta barroca Juvenil de la Montis Regalis y tocó en diferentes grupos barrocos como la Venice Baroque Orchestra, La Risonanza, Mala Punica, Il Complesso Barocco.
Es primer violín del grupo barroco-clásico Auser Musici (C.Ipata, Pisa) y jefe de segundos violines del ensamble Artaserse (P.Jaroussky, Paris).
Es miembro estable de L’Arpeggiata (C.Pluhar) y primer violín del cuarteto clásico Carmen Veneris en Sevilla. Fue jefe de los segundos violines del grupo Divino Sospiro (E. Onofri, Lisboa).
En el año 2019 funda la Orquesta Barroca de Santiago (OBS) de Chile y la Academia de la OBS, destinada a la práctica orquestal para principiantes.

## Grabaciones
Raúl Orellana ha grabado para Hyperon, Sony Music, Naive, Decca, Virgin, Arsis y Stradivarius Italia.
Es el fundador y primer violín del Gruppo Seicento, con el cual ha grabado el integral de las sonatas de G.B.Fontana (sello Arsis). También grabó un disco de sonatas italianas del siglo XVII con el organista Davide Merello titulado “col basso per l’organo...”.
Raúl Orrellana ha grabado junto a la Venice Baroque Orchestra y también ha participado en grabaciones de la Orchestre de l'Académie d'Ambronay, (Francia) y los ensambles Auser Musici, Academia Montisi Regalis, Divino Sospiro y Artaserse (fundado por Philippe Jaroussky). Ha estado con el conjunto De Pulchrae y participado en el Festival de Música Antigua Fringe, en Barcelona (España). También colabora permanentemente con la Orchestra Barocca della Accademia Internazionale della Musica di Milano y con el grupo Mala Punica (Italia).